# Sambor II de Tczew
Sambor II de Tczew (en polonais Sambor II Tczewski) est né vers 1211/1212 et décédé le 30 décembre 1277 ou 1278. Il est duc de Lubiszewo et de Tczew. Il est le fils de Mestwin Ier de Poméranie et le père de Marguerite Sambiria.

## Frère cadet de Świętopełk
Le duc Mestwin Ier de Poméranie s’était marié avec une certaine Zwinisława (ou Zwnisława) qui lui donna 9 enfants dont 4 fils : Świętopełk, Warcisław, Sambor et Racibor). À sa mort, son fils aîné Świętopełk lui succède en attendant que ses frères deviennent majeurs.
Sambor reste une douzaine d’années sous la protection de son frère avant de recevoir sa part de l’héritage, le petit duché de Lubiszewo (vers 1230). À la même époque, il épouse Mathilde, la fille d'Henri II, duc de Mecklembourg. En 1234, avec son frère Świętopełk, il vainc les Prussiens.

## Alliance avec l'Ordre teutonique et guerre contre Świętopełk
Peu de temps après, il s’allie aux chevaliers teutoniques. Chassé de Poméranie par son frère en 1236, il se réfugie sur les terres de l’Ordre. En 1237, Sambor convainc son frère Racibor de lancer une attaque contre Świętopełk. Ce dernier sort vainqueur de la guerre et emprisonne Racibor.
En 1242, débute une longue guerre (qui s’achèvera en 1253) entre Świętopełk et une coalition formée par les Chevaliers teutoniques, les ducs de Cujavie-Mazovie et les ducs de Grande-Pologne. Sambor et Racibor rejoignent le camp des ennemis de Świętopełk.
La guerre s’interrompt brièvement en 1243 lorsque Świętopełk est contraint d’accepter un armistice après avoir perdu Wyszogród, Sartowice et Nakło. Mais les hostilités reprennent très rapidement après la défaite des Teutoniques face aux Prussiens le 17 juin 1243. Le 28 août 1243, à Inowrocław, les Teutoniques, Casimir Ier de Cujavie, Sambor et Racibor concluent une nouvelle alliance pour lutter contre Świętopełk. En cas de défaite face à Świętopełk, les Teutoniques s’engagent à donner la place forte de Sartowice à Sambor et Racibor. En quittant Inowrocław pour rejoindre son duché de Białogarda, Racibor est capturé par Świętopełk et doit lui abandonner ses terres.
Le 24 octobre 1248, un nouvel armistice est conclu. Les belligérants en appellent à l’arbitrage de Jacques de Liège, le légat du pape. Au début 1249, Sambor retourne enfin dans son duché. Mais l’année suivante, lorsque la guerre reprend, Sambor doit fuir son duché pour la troisième fois. En 1252, sous la protection de l’armée teutonique, Sambor entreprend la construction d’un fort à Tczew. Il récupère définitivement son duché en 1253 lorsque les Teutoniques et Świętopełk mettent un terme à leur guerre. Il fait de Tczew sa nouvelle capitale et se consacre au développement de son duché.

## Développement du duché de Tczew
Il s’entoure de conseillers allemands originaires de la cour de Mecklembourg et invite des chevaliers et bourgeois allemands à séjourner à la cour de Tczew. Il accorde le droit de Lübeck (lübisches Recht) à Tczew et incite des bourgeois allemands de Lübeck, Brunswick et Hambourg à venir s’établir dans son duché. Il accorde des privilèges à Elbląg, Chełmno et Tczew pour favoriser le développement économique de ces villes.
En 1258, il fonde une abbaye cistercienne à Pogódki (Mestwin II de Poméranie transfèrera l’abbaye à Pelplin) et y fait venir des moines du Mecklembourg. Pour financer l’abbaye, il confisque les terres de l’abbaye d’Oliwa qui se trouvent dans son duché. En 1262, le pape Urbain IV intervient sans succès pour que Sambor restitue les biens confisqués. Sambor est excommunié le 20 mars 1266. Au début 1267, tout son duché est frappé d’interdit par Wolimir, l’évêque de Cujavie.

## Réunification de la Poméranie orientale
Après la mort de Świętopełk le 11 janvier 1266, son fils aîné Mestwin II de Poméranie|Mestwin reçoit le petit duché de Świecie alors que son fils cadet Warcisław hérite du duché de Gdańsk ainsi que des régions de Białogarda, de Słupsk et de Sławno, devenant de fait le duc de Poméranie orientale. Insatisfait de ce partage inéquitable, Mestwin s’empare par les armes de toutes les régions de Poméranie orientale qu’il réunit sous son sceptre après une guerre de trois ans (1269-1272).

## L'exil
Sambor se réfugie en Cujavie, chez sa fille Salomé et son gendre Siemomysl d’Inowrocław. En 1271, lors de l’invasion du duché d’Inowrocław par Boleslas le Pieux, Sambor II est capturé et emprisonné. À sa libération, il trouve refuge chez les Chevaliers teutoniques auxquels il offre la région de Gniew en 1276. N’ayant pas réussi à convaincre les Teutoniques à l’aider à récupérer son duché, il revient en Cujavie lorsque Siemomysl récupère son trône. Peu avant sa mort, il lègue son duché par testament à ses filles. Il meurt le 30 décembre 1277 ou 1278.
En 1281, les Teutoniques intentent un procès à Mestwin II pour qu’il reconnaisse les dons de Sambor et Racibor à l’Ordre. Finalement, l’Ordre obtient la région de Gniew à la suite d'un accord conclu à Milicz le 18 mai 1282.

## Union et descendance
De son mariage avec Mathilde de Mecklembourg, Sambor II de Tczew a eu 6 enfants 
- Sobiesław (v.1235–1254), n'a pas survécu à son père
- Marguerite (v.1230/1234–1282), épouse de Christophe Ier, roi du Danemark
- Zwinisława (v.1240–1280), épouse de Dobiesław Sądowic
- Gertrude (v.1250–1314)
- Euphémie (v.1254–1296/1309), épouse de Boleslas II, duc de Legnica
- Salomé (1254/1257–1312/1314), épouse de Siemomysł, duc d’Inowrocław

## Sources
- (pl) Cet article est partiellement ou en totalité issu de l’article de Wikipédia en polonais intitulé « Sambor II » (voir la liste des auteurs).